# Proyecto Mutopía
El Proyecto Mutopía (en inglés, Mutopia project) es un proyecto cuyo objetivo es crear un catálogo virtual de partituras de la música clásica que son de dominio público y de licencia Creative Commons. Mutopia es en muchos sentidos un complemento al proyecto Ovation Press, aunque los dos no están relacionados entre sí. Una de las diferencias principales consiste en que el Proyecto Mutopia se compone mayormente de un repertorio para piano (casi la mitad de su catálogo abarca la obra para piano solo), mientras el Ovation Press se enfoca en las partituras para instrumentos de cuerda. 
En el caso de los dos proyectos, las partituras se construyen con el esfuerzo de voluntarios. Ambos proyectos reescriben la partitura y no las aceptan escaneadas. En cuanto a Mutopia, se debe utilizar un programa denominado GNU LilyPond, que es software libre.
Esto produce la ventaja de que los documentos son abiertos y se generan archivos PDF y MIDI de alta calidad, pero también la desventaja de que los catálogos crecen lentamente.

## Otros proyectos de partitura de dominio público
- Proyecto Biblioteca Internacional de Partituras Musicales
- Choral Public Domain Library
- Werner Icking Music Archive